# NGC 3001
NGC 3001 (również PGC 28027 lub UGCA 183) – galaktyka spiralna z poprzeczką (SBbc), znajdująca się w gwiazdozbiorze Pompy. Odkrył ją John Herschel 30 marca 1835 roku.
W galaktyce tej zaobserwowano supernową SN 2010hg.